# Oribatula oceana
Oribatula oceana är en kvalsterart som först beskrevs av Hammer 1972.  Oribatula oceana ingår i släktet Oribatula och familjen Oribatulidae. Inga underarter finns listade i Catalogue of Life.